# Kambodzsa az olimpiai játékokon
Kambodzsa 1956-ban vett részt először a nyári olimpiai játékokon. 1996 óta mindegyiken, de a téli játékokon még egyszer sem képviseltette magát. Sportolói még nem nyertek olimpiai érmet.
A Kambodzsai Nemzeti Olimpiai Bizottság 1983-ban alakult meg, a NOB 1995-ben vette fel tagjai közé.